# Lê Uyên
Lê Uyên là một nữ ca sĩ người Việt thành danh ở Sài Gòn vào thập niên 1970. Tiếng hát Lê Uyên luôn gắn liền với âm nhạc của chồng cô, nhạc sĩ Lê Uyên Phương.

## Thân thế
Lê Uyên tên thật là Lâm Phúc Anh, sinh ngày 17 tháng 7 năm 1952 tại phố Hàng Bồ, Hà Nội trong một gia đình người Hoa. Cha của cô là một thương gia gốc Hải Nam, còn mẹ cô là người Triều Châu, vợ thứ năm trong tổng số 9 người vợ của cha cô. Năm 1954, gia đình cô gồm cha mẹ, Lâm Phúc Anh và người em gái tên Lâm Phi Yến từ Hà Nội di cư vào miền Nam và sống tại một ngôi nhà khang trang ở Chợ lớn. Đó cũng là nơi đặt văn phòng của một công ty vận tải chạy đường Quy Nhơn, Huế và Đà Nẵng của cha cô.

## Hoạt động ca nhạc
Lâm Phúc Anh gặp nhạc sĩ Lê Uyên Phương tại Đà Lạt và đến năm 1968 thì hai người thành hôn. Họ trở thành đôi tình nhân song ca nổi tiếng. Vì Lâm Phúc Anh không muốn dùng tên thật nên lấy nghệ danh là Lê Uyên, cắt từ chữ Lê Uyên Phương. Hai người khi song ca được gọi là Lê Uyên và Phương.
Trong những năm đầu cùng nhau đi hát, Lê Uyên và Lê Uyên Phương chỉ giới hạn phạm vi hoạt động của mình trong khuôn viên các trường đại học trước khi chính thức lấy tên Lê Uyên và Phương vào năm 1969, sau lần trình diễn tại quán Thằng Bờm của phong trào Du Ca Việt Nam. Những năm đầu thập kỷ 1970, từ Đà Lạt vào Sài Gòn, Lê Uyên và Phương đã đem một luồng gió mới đến với tân nhạc Việt Nam. Trong những năm khốc liệt nhất của cuộc Chiến tranh Việt Nam, Lê Uyên và Phương, với những ca khúc nồng nàn, khắc khoải đôi khi bàng bạc, triết lý đã được giới trẻ đón nhận nồng nhiệt.
Năm 1979, Lê Uyên và Phương vượt biển rời Việt Nam sang đến Pulau Bidong rồi định cư ở California, Hoa Kỳ. Họ có hai con gái là Lê Uyên Uyên và Lê Uyên My. Năm 1984-1985, Lê Uyên bị trúng đạn lạc của hai băng đảng đấu súng trước quán cafe của gia đình. Sau đó, bà mất 4 năm để điều trị, dưỡng thương. Sau thời gian đó, bà cùng chồng xuất hiện trở lại trên những chương trình video của các trung tâm Làng Văn, Thúy Nga và nhất là Asia đã được khán thính giả đón nhận một cách nồng nhiệt.
Sau khi Lê Uyên Phương qua đời năm 1999, Lê Uyên đã đứng ra thực hiện được hai CD gồm một số ca khúc của Lê Uyên Phương. CD thứ nhất là Yêu nhau khi còn thơ gồm những nhạc phẩm đầu tay của Lê Uyên Phương sáng tác từ đầu thập niên 1960, phần lớn được ra đời ở Pleiku là nơi Lê Uyên Phương đã từng dạy học một thời gian, trước khi trở về Đà Lạt. CD thứ hai nhan đề Tình như mây cõi lạ, gồm 9 nhạc phẩm trong tổng số trên 40 bài nhạc phổ từ thơ của Lê Uyên Phương.

## Trình diễn trên sân khấu

### Trung tâm Thúy Nga
| STT | Tiết mục                                    | Thể hiện với   | Chương trình       | Năm  |
| --- | ------------------------------------------- | -------------- | ------------------ | ---- |
| 1   | Chiều Trên Phá Tam Giang (Trần Thiện Thanh) | solo           | Paris By Night 11  | 1990 |
| 2   | Trên Da Tình Yêu (Lê Uyên Phương)           | Lê Uyên Phương | Paris By Night 36  | 1996 |
| 3   | Không Nhìn Nhau Lần Cuối (Lê Uyên Phương)   | solo           | Paris By Night 136 | 2024 |

### Trung tâm Asia
| STT | Tiết mục                                                                 | Thể hiện với                                                                          | Chương trình | Năm  |
| --- | ------------------------------------------------------------------------ | ------------------------------------------------------------------------------------- | ------------ | ---- |
| 1   | Cho Lần Cuối (Lê Uyên Phương)                                            | Lê Uyên Phương                                                                        | ASIA 7       | 1995 |
| 2   | LK Vũng Lầy Của Chúng Ta, Tình khúc Cho Em (Lê Uyên Phương)              | Lê Uyên Phương                                                                        | ASIA 8       | 1995 |
| 3   | Lời Gọi Chân Mây (Lê Uyên Phương)                                        | Lê Uyên Phương                                                                        | ASIA 9       | 1995 |
| 4   | Hãy Ngồi Xuống Đây (Lê Uyên Phương)                                      | Lê Uyên Phương                                                                        | ASIA 10      | 1995 |
| 5   | Uống Nước Bên Bờ Suối (Lê Uyên Phương)                                   | Lê Uyên Phương                                                                        | ASIA 12      | 1996 |
| 6   | Dạ Khúc Cho Tình Nhân (Lê Uyên Phương)                                   | Lê Uyên Phương                                                                        | ASIA 24      | 1999 |
| 7   | LK Cho Lần Cuối, Vũng Lầy Của Chúng Ta, Khi Xa Sài Gòn (Lê Uyên Phương)  | solo                                                                                  | ASIA 27      | 1999 |
| 8   | Thà Như Giọt Mưa (Phạm Duy, Nguyễn Tất Nhiên)                            | solo                                                                                  | ASIA 28      | 2000 |
| 9   | Hòa Bình Ơi, Việt Nam Ơi (Trầm Tử Thiêng)                                | solo                                                                                  | ASIA 29      | 2000 |
| 10  | Đêm Chôn Dầu Vượt biển (Châu Đình An)                                    | solo                                                                                  | ASIA 32      | 2001 |
| 11  | Ta Hát Tình Thương Về Biển Đông (Trầm Tử Thiêng)                         | Hoàng Oanh, Thanh Lan, Diệp Thanh Thanh, Thanh Trúc, Hoàng Nam, Mạnh Đình, Philip Huy | ASIA 32      | 2001 |
| 12  | Tình khúc Thứ Nhất (Vũ Thành An, Nguyễn Đình Toàn)                       | solo                                                                                  | ASIA 33      | 2001 |
| 13  | Bài Ca Hạnh Ngộ (Lê Uyên Phương)                                         | solo                                                                                  | ASIA 34      | 2001 |
| 14  | Nhớ Người Thương Binh (Phạm Duy)                                         | solo                                                                                  | ASIA 36      | 2002 |
| 15  | Mẹ Việt Nam Ơi Chúng Con Vẫn Còn Đây (Hoàng Phong Linh)                  | Thanh Lan                                                                             | ASIA 38      | 2002 |
| 16  | Chiều Trên Phá Tam Giang (Trần Thiện Thanh)                              | Thiên Kim                                                                             | ASIA 50      | 2006 |
| 17  | LK Vũng Lầy Của Chúng Ta, Tình khúc Cho Em,Cho Lần Cuối (Lê Uyên Phương) | Phương Thảo, Ngọc Lễ and All singers                                                  | ASIA 59      | 2008 |
| 18  | Hội Trùng Dương (Phạm Đình Chương)                                       | Huệ Thy, Bích Đào                                                                     | ASIA 82      | 2018 |

### Đài truyền hình SBTN - Saigon Broadcasting Television Network
| STT | Ca khúc                            | Thể hiện với | Chương trình                       | Năm  |
| --- | ---------------------------------- | ------------ | ---------------------------------- | ---- |
| 1   | Bản Tình Ca Cho Em (Ngô Thụy Miên) | Solo         | Ngô Thụy Miên - Tác Giả & Tác Phẩm | 2024 |